# María Teresa Íñigo de Toro
María Teresa Íñigo de Toro (Valladolid, 25 de maig de 1929-Madrid, 28 de març de 1988) va ser una locutora i directora de ràdio espanyola, mestra, escriptora, política i històriadora, encara que la seva major rellevància pública la va aconseguir des del seu treball en l'emissora La Voz de Valladolid.
Teresa Íñigo de Toro va estudiar Magisteri i Filosofia i Lletres en la Universitat de Valladolid, però sense arribar a exercir aquestes professions va entrar en el món de la ràdio, en primer lloc com a locutora de la Veu de Valladolid des de 1953, en programes i emissions de tota mena. El 1961 va accedir a la direcció de l'emissora, sent la primera dona espanyola a ocupar un lloc similar. Aquest mateix any va rebre un Premi Ondas pel seu treball a La Voz de Valladolid. La seva carrera radiofònica va continuar a Radiocadena Española, com la seva directora a Valladolid. En aquest lloc va ser premiada amb el Premi Nacional de Ràdio i Televisió.
Mentrestant, va exercir com a regidora i tinent d'alcalde a l'ajuntament de Valladolid, diputada a la Diputació Provincial de Valladolid i presidenta de l'Associació de Dones Empresàries de Valladolid.
També es va dedicar a la literatura, publicant obres com a Cartas a un amigo o Buenas noches. Va guanyar un primer premi de prosa lírica amb La Ciudad de los Almirantes i va ser finalista del premi Ateneo de Valladolid.
Teresa Íñigo va ser triada acadèmica de la Real Academia de Bellas Artes el 1982, prenent possessió com a acadèmica de número tres anys més tard. Aquest mateix any va tenir l'honor de ser pregonera de la Setmana Santa de Valladolid. Va ser distingida amb l'encomana de l'Orde d'Isabel la Catòlica. En vida de la locutora, es va batejar amb el seu nom un col·legi d'infantil i primària de Valladolid, localitzat al carrer Morena (barri de Huerta del Rey). Teresa Íñigo va llegar la seva biblioteca particular a aquest centre.